# حميدة الجندوبي
حميدة الجندوبي (بالفرنسية: Hamida Djandoubi) ولد في 22 سبتمبر 1949 في تونس العاصمة وتوفي في 10 سبتمبر 1977 في مارسيليا (فرنسا)، هو تونسي حكم عليه بالإعدام في فرنسا بتهمة القتل العمد. هو آخر شخص في العالم يُعدم باستعمال المقصلة، وآخر من يُحكم بالإعدام ويعدم في فرنسا، وذلك في سجن ديه بومات في مارسيليا، لتعذيب وقتل امرأة شابة.

## التاريخ
ولد حميدة في العاصمة التونسية عام 1949، في عام 1968 استقر في مدينة مارسيليا في فرنسا وعمل في متجر صغير. ثم بدأ العمل كمُنسِّق للحدائق وتعرض لحادث عمل في عام 1971 أفقده ذلك ثلثي ساقه اليمنى.
في عام 1973 تقدمت امرأة تبلغ من العمر 21 عامًا تعمل في المستشفى الذي كان حميدة يتلقّى فيه علاجه بشكوى ضده مفادها أن حميدة حاول إجبارها على ممارسة الجنس.

## القضية

### الاغتيال
في إحدى عشيات 1973، أجبر الجندوبي الضحية إليزابيت على المتاجرة بالجنس رفقة ثمانية رجال آخرين، على إثرها، قامت الشابة برفع قضية بتهمة القوادة. بعد استدعائها لمركز الشرطة، حيث كان مجبرا على تبرير فعلته، أقسم الجندوبي على الانتقام. التقى في نفس السنة بشابتين أخريين، أني وأماريا، اللاتي وعدهن بالزواج. بدأت حينها علاقة ثلاثية، سرعان ما شهدت تزايد متنامي للعنف.

التقى الجندوبي إليزابيت تقريبا عن طريق الصدفة. استدعاها لمنزله، الشيء الذي قامت به في 3 يوليو 1974. تعرضت إليزابيت للتعذيب لمدة طويلة، بحضور كل من أني وأماريا، وتم ضربها بعصا وبحزام، وتم حرق أطراف من جسمها. أخذت إليزابيت بعد ذلك عارية و مغمى عليها إلى ضيعة قرب صالون دو بروفانس، وذلك على بعد 40 كم من مدينة مارسيليا. أخدها الجندوبي لسقيفة حجرية، حيث قتلها خنقا. وجدت جثتها بعد عدة أيام من قبل عدة أطفال.

### الإدانة
أُلقي القبض على الجندوبي بعد عدة أشهر من عملية القتل، واتهم بالاعتداء والاغتصاب الشديد على شابة ذات 15 سنة. أقر بأفعاله ووافق على التعاون مع السلطات، خاصة عند سرد وإعادة تكوين عملية ومسرح الجريمة، وذلك على أمل أن يتم تخفيف الأحكام عنه. في خطابه في 1981، قال وزير العدل روبار بادنتير أنه يرى في الجندوبي: «...كل المؤشرات التي تدل على أنه رجل مختل، مهما كان الرعب الذي تمثله جرائمه، بالرغم من أن كلمة رعب ليست قوية مقارنة بما قام به». النائب العام شوفي قال أثناء التحقيق أن لدى الجندوبي «روح شيطانية»، في حين أن خبراء الطب النفسي اعتبروا أن «لديه ذكاء يفوق المستوى العادي لكنه يمثل خطرا اجتماعيا ضخما».

لم يستطع محامييه إميل بولاك وجان غودارو تجنيبه من حكم الإعدام في 15 فبراير 1977 من قبل محكمة جنايات بوش دو رون الواقعة في مدينة آكس أون بروفانس، وذلك بتهمة القتل بعد التعذيب والوحشية، والاغتصاب والعنف مع سبق الإصرار. بدأت القضية حينها إذا تنتشر على المستوى الوطني: ونشرت عدة مقالات عنها في صحف مثل ليبراسيون ولو فيغارو. طلب النقض رفض في 9 يونيو من نفس السنة. في 9 سبتمبر 1977، رفض رئيس الجمهورية الفرنسية فاليري جيسكار ديستان تمتيعه بالعفو الرئاسي. حدد إعدامه في اليوم التالي.

### تنفيذ الحكم
في 9 سبتمبر 1977، أرسل النائب العام للجمهورية في مارسيليا إخطارا لمحامي الجندوبي يعلمهم فيه بأن العفو قد رفض، وأن تاريخ تنفيذ حكم الإعدام قرر في الغد على الساعة 4:15 صباحا، وذلك لتمكينهم من رؤية موكلهم. في 10 سبتمبر 1977 على الساعة 4:40، تم إعدام الجندوبي بالمقصلة في ساحة سجن ديه بومات، من قبل المنفذ مارسال شوفالييه.

بعد هذا الإعدام، كان لا يزال يوجد في فرنسا آنذاك، أكثر من عشرة محكوم عليهم بالإعدام، ولكن لم يتم تنفيذ الحكم فيهم: البعض منهم استطاع أن يطعن في الحكم في محكمة النقض، والبعض الآخر صدر في حقهم العفو الرئاسي. إلغاء عقوبة الإعدام في فرنسا في أكتوبر 1981، جعل من الجندوبي آخر من ينفذ فيه الحكم في فرنسا وفي أوروبا الغربية.

### الشهادة
نشرت صحيفة لوموند في 10 أكتوبر 2013 نسخة من شهادة مونيك مابيلي (1924-2012)، التي كانت سابقا عميدة قضاة التحقيق في مارسيليا. في هذه الشهادة التي سلمتها لابنها لاحقا، سردت مونيك كيفية تعيينها من قبل رئيس المحكمة في 9 سبتمبر 1977 كشاهدة عن عملية تنفيذ حكم الإعدام في حميدة الجندوبي، ثم ذكرت باختصار مخاوفها، وأنهت الشهادة بسرد أحداث تنفيذ حكم الإعدام الذي أُقيم في الصباح الباكر في سجن ديه بومات.

هذه الوثيقة التي أرسلها ابن مونيك مابيلي إلى روبار بادنتير (محامي ثم وزير العدل الذي قدم في خريف 1981 قانون إلغاء حكم الإعدام في فرنسا)، قدمت بعدها لصحيفة لوموند، بعد موافقة عائلة مابيلي. حسب الصحيفة، فإن هذه الوثيقة هي وثيقة تاريخية رائدة، بينما يعتبر بادنتير أن صحتها وجودتها ليست محل شك.

وزير العدل السابق روبار بادنتير قام في 7 ديسمبر 2016 بتقديم هذه الوثيقة إلى المدرسة الوطنية للقضاء، وذلك بمناسبة الذكرى 35 لإلغاء حكم الإعدام في فرنسا.